# Immerath (Erkelenz)

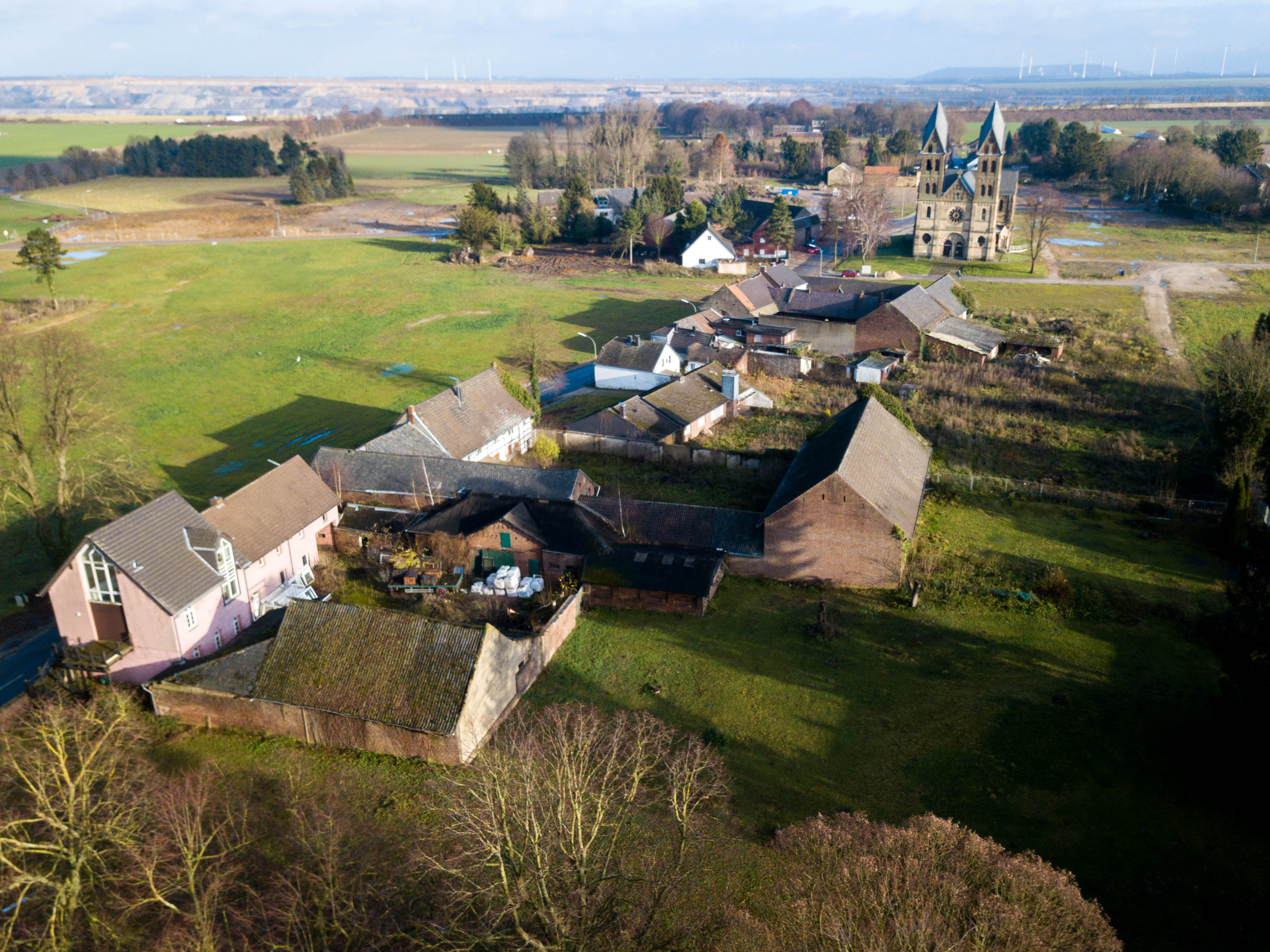
Immerath mit Pfarrkirche St. Lambertus, Dezember 2017

Immerath war ein ländlich geprägter Ort und seit 1972 ein Stadtteil von Erkelenz im Kreis Heinsberg in Nordrhein-Westfalen. Das Dorf lag im Abbaugebiet des geplanten Braunkohletagebaus Garzweiler der RWE Power und wurde deshalb von 2006 bis 2022 nach Immerath (neu) umgesiedelt. 2018, als der Immerather Dom abgerissen wurde, waren nur noch wenige Häuser bewohnt. Zur einst selbständigen Gemeinde Immerath gehörten der Weiler Lützerath und das Dorf Pesch, die ebenfalls für den Braunkohletagebau abgerissen und abgebaggert wurden. Die Ortslage Immeraths wurde bis 2024 weitgehend abgebaggert.

## Geografie
Immerath lag in der fruchtbaren Erkelenzer Börde auf der Hauptterrasse.
Im Süden stieg die Landschaft zur Jackerather Lössschwelle auf 115 m an, im Norden fällt sie zur Niersniederung hin auf 78 m ab.

### Lage
Immerath grenzte im Norden an Alt-Borschemich, im Nordosten an Alt-Spenrath und Alt-Otzenrath, im Osten an Alt-Garzweiler, im Süden an Jackerath und im Westen an Holzweiler.

### Geologie
Im Untergrund liegen Sande und Kiese sowie mehrere Braunkohleflöze aus dem Tertiär. Die Oberfläche wird von Löss bedeckt.

## Geschichte

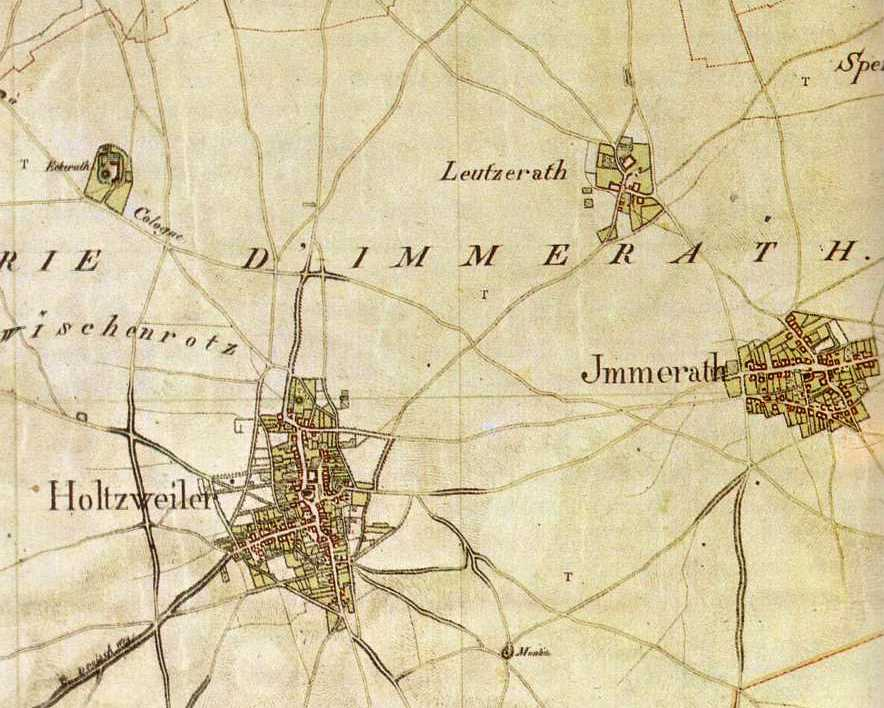
Immerath und Lützerath, 1806

### Ortsname
Erstmals wurde die Ortschaft 1144 als Emundrode urkundlich erwähnt. Im Jahr 1530 wurde als Ortsname Emenrait und 1666 Emeradt niedergeschrieben. Ab Ende des 17. Jahrhunderts hieß es dann Immerath.
Der Name setzt sich aus dem Personennamen Aiwismund (aiwi – im mittelhochdeutschen ewe – bedeutet Gesetz, das althochdeutsche munt Vormund) und dem Grundwort reod zusammen. Bei dem Ort handelte sich also um eine Rodung des Aiwismund oder Edmund. Siedlungen der Rodungsperiode sind im Erkelenzer Land vor allem im 9. bis 11. Jahrhundert gegründet worden.
Verschiedene geistliche Institutionen besaßen Bauernhöfe in Immerath: 1144 wird die Propstei von Millen erwähnt. 1349 gelangte ein Hof als Schenkung an das Kloster der Benediktinerinnen in Nonnenwerth. Die Abtei der Zisterzienser in Altenberg erwarb vor 1426 einen Besitz.
Ein Rittergeschlecht nannte sich im Hohen Mittelalter nach dem Ort, deren Burg lag nördlich der Kirche. Ein Heinrich von Emenroide hatte in seinem Siegelschild drei Querbalken. Um 1400 starb diese Familie aus. Die Burganlage verfiel später.
Im Mittelalter und in der Frühen Neuzeit lag Immerath im Dingstuhl (Gerichtsbezirk) Holzweiler, der im Amt Kaster im Herzogtum Jülich lag.
Von 1794 bis 1814 gehörte Immerath zu Frankreich und bildete eine Mairie (Bürgermeisterei).
Im Jahr 1804 wurde die selbstständige Mairie Holzweiler der Mairie Immerath zugeschlagen, diese bestand nun aus den Orten Holzweiler, Immerath, Lützerath, Pesch sowie Spenrath und aus den Höfen Eggerath, Roitz und Weyer. Die Gemeinde lag im Kanton Erkelenz.
Im Jahr 1815 gelangte Immerath an Preußen und wurde 1816 Bürgermeisterei im Landkreis Erkelenz. Das Dorf Spenrath wurde aus der Bürgermeisterei ausgegliedert und kam zur Bürgermeisterei Neukirch, dem späteren Hochneukirch (Landkreis Grevenbroich).
Die Bürgermeisterei wurde 1935 aufgelöst, Immerath wurde Spezialgemeinde und mit dem Amt Holzweiler vereinigt.
Am 27. Februar 1945 nahmen während der Operation Grenade amerikanischen Soldaten des 116. Regiments der 29. US-Infanterie Division das Dorf ein.
Am 1. Januar 1972 wurde das Amt aufgehoben, Immerath gelangte nun zur Stadt Erkelenz.

### Umsiedlung

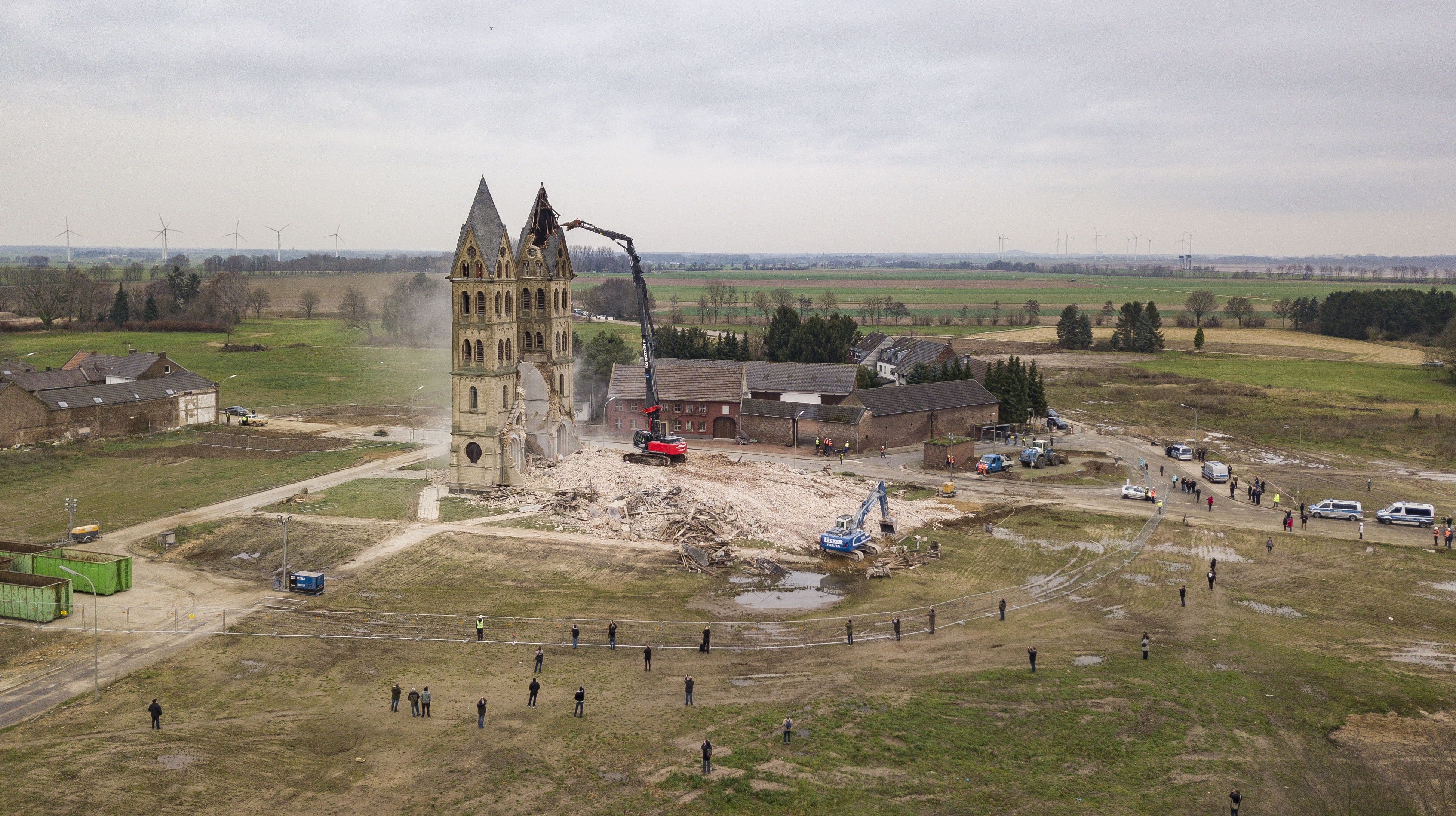
Abriss der Kirche von Immerath 2018

Seit 2006 wurde Neu-Immerath errichtet und die Umsiedlung startete. Der Abriss des alten Dorfes begann 2013 und dauerte größtenteils bis zum Frühjahr 2020 an. Im Oktober 2022 wurden die letzten Gebäude des Dorfes abgerissen. Nach der Stilllegung des Streckenabschnitts der Bundesautobahn 61 zwischen Dreieck Jackerath und Dreieck Mönchengladbach-Wanlo hätte Immerath durch den Tagebau ursprünglich ab 2018 abgebaggert werden sollen. Aufgrund eines bis Oktober 2022 in Immerath ansässigen Landwirts, der lange Zeit keinen Alternativstandort fand, kam es dazu erst einige Jahre später.

### Kloster Haus Nazareth

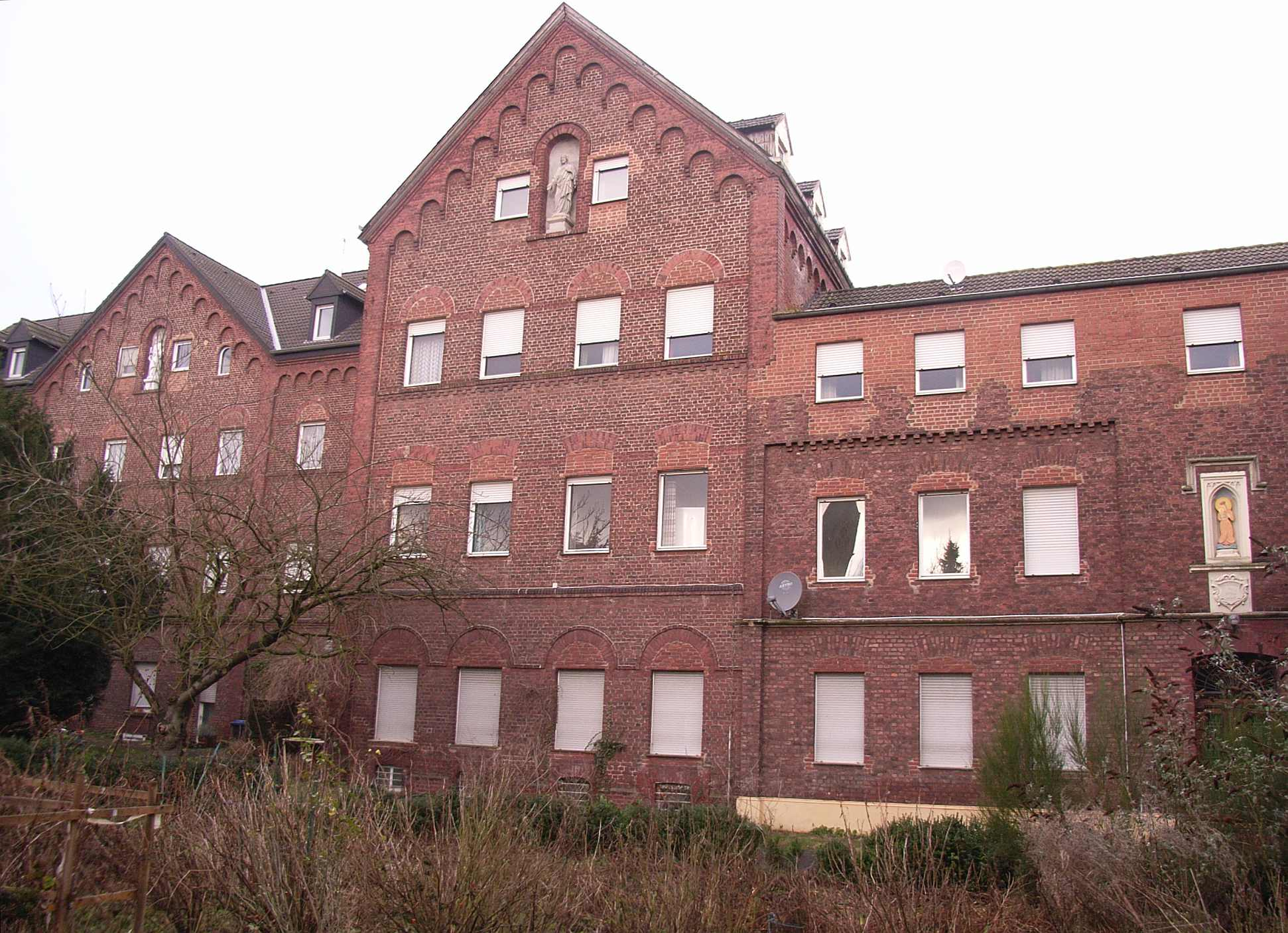
Haus Nazareth (Januar 2008)

Seit 1881 hatte die aus Lüttich stammende Kongregation der Töchter vom Heiligen Kreuz in Düsseldorf-Rath eine Erziehungsanstalt für Epileptikerinnen unterhalten, die aber bald überbelegt war, so dass sie im Jahre 1901 eine neue Niederlassung in Immerath gründete. In den Jahren 1902 und 1903 wurden Kloster, Kapelle und Krankentrakt gebaut und bereits 1904 beherbergte die Anstalt 95 Kranke, die von 16 Schwestern betreut wurden. 1921 wurde sie eine Erziehungsanstalt für nicht mehr schulpflichtige Fürsorgezöglinge und erhielt 1926 den Namen Haus Nazareth.
Auch die Patientinnen von Haus Nazareth waren der nationalsozialistischen Ideologie zur „Vernichtung lebensunwerten Lebens“ ausgesetzt. In den Jahren 1941 bis 1944 fielen 125 von ihnen der geheim gehaltenen und später als Aktion T4 bekanntgewordenen Mordwelle zum Opfer. Der Öffentlichkeit wurde vorgetäuscht, dass die Patienten verlegt würden, weil man kriegsbedingt Krankenhäuser benötigte.
Gegen Ende des Zweiten Weltkrieges diente „Haus Nazareth“ als Lazarett. Als nach dem Krieg das Krankenhaus in Erkelenz zerstört war, wurde es vorübergehend Kreiskrankenhaus. 1962 folgte der Neubau eines Krankenhauses, das 1976 zunächst eine Kooperation mit dem Erkelenzer Krankenhaus ein- und 1988 in dessen Trägerschaft überging. Das Kloster selbst diente danach noch als Altersruhestätte für Schwestern der Kongregation und wurde im Jahre 2001 aufgelöst. Das Krankenhaus mit seinen Fachabteilungen zog 2009 in das erweiterte Hermann-Josef-Krankenhaus in Erkelenz um. Der Abriss erfolgte 2015.

### Religion
Die Bevölkerung war mehrheitlich katholisch. Die Pfarre Immerath wurde erstmals 1288 erwähnt, ihr Patron war St. Lambertus. Am 1. Januar 2010 wurde die Kirchengemeinde mit zehn anderen Kirchengemeinden zur Pfarrgemeinde St. Maria und Elisabeth Erkelenz zusammengeschlossen.
Der katholische Friedhof wurde in Neu-Immerath neu errichtet und die Toten umgebettet.
Die Orte Immerath, Pesch und Lützerath gehörten zur evangelischen Kirchengemeinde Otzenrath-Hochneukirch.
In Immerath lebten seit 1774 auch Juden, wobei genauere Daten nur für das 19. Jahrhundert belegt sind. So wurden beispielsweise 1876 in Immerath zehn und in Pesch fünf jüdische Bewohner gezählt.

### Bevölkerungsentwicklung
Die Einwohnerzahlen der Ortschaft Immerath stiegen am Ende des 19. Jahrhunderts deutlich an. Seit Beginn des 21. Jahrhunderts nahmen sie dann wegen der Ausweitung der Braunkohletagebaue kontinuierlich ab:
| Jahr      | 1767 | 1799 | 1818 | 1849 | 1871 | 1895 | 1925 | 1939 | 1961 | 1970 | 2008 | 2009 | 2010 | 2013 | 2017 | 2020 | 2022 |
| --------- | ---- | ---- | ---- | ---- | ---- | ---- | ---- | ---- | ---- | ---- | ---- | ---- | ---- | ---- | ---- | ---- | ---- |
| Einwohner | 399  | 495  | 733  | 798  | 1172 | 1049 | 1307 | 1309 | 1496 | 1537 | 712  | 557  | 401  | 40   | 59   | 24   | 24   |

## Einrichtungen
- Das Hermann-Josef-Krankenhaus II („Haus Nazareth“) mit 110 Betten wurde 2008 nach Erkelenz verlegt.
- Veranstaltungsraum Kaisersaal (Nutzung spätestens im September 2014 eingestellt)
- Städtischer Kindergarten (Nutzung spätestens im September 2014 eingestellt)

## Verkehr

### Schienenverkehr
Am 1. Oktober 1873 eröffnete die Bergisch-Märkische Eisenbahn-Gesellschaft die Strecke Mönchengladbach–Hochneukirch–Jülich mit Anschlüssen in Richtung Jülich und Hochneukirch. Die Strecke wurde 1882 verstaatlicht. Immerath erhielt erst 1909 einen Bahnhof an der Mühle und Ortsgrenze zu Jackerath. Am 1. Juni 1980 wurde die Strecke entgegen allen Protesten von der Bundesbahn stillgelegt und abgebaut. Der Bahnhof verlor daraufhin seine Funktion und befand sich anschließend in Privatbesitz. Der nächstmögliche Bahnanschluss für die Einwohner war Hochneukirch, ca. 7 Kilometer von Immerath entfernt.

### ÖPNV
Bis 9. Dezember 2017 wurde Immerath von der Buslinie EK 3 (Erkelenz–Keyenberg) angefahren.

### Straßenverkehr
Die A 61 verlief östlich von Immerath. Bei Jackerath befand sich eine gleichnamige Anschlussstelle an der A 61 mit Anbindung an die A 44. Im Juli 2018 begann der Rückbau der A 61 zwischen den Anschlussstellen Wanlo und Jackerath, da diese sich im Planabbaugebiet für den Tagebau Garzweiler befindet, als Ersatz gilt dafür die A 44 bzw. A44 neu.

## Sehenswürdigkeiten

### Pfarrkirche St. Lambertus

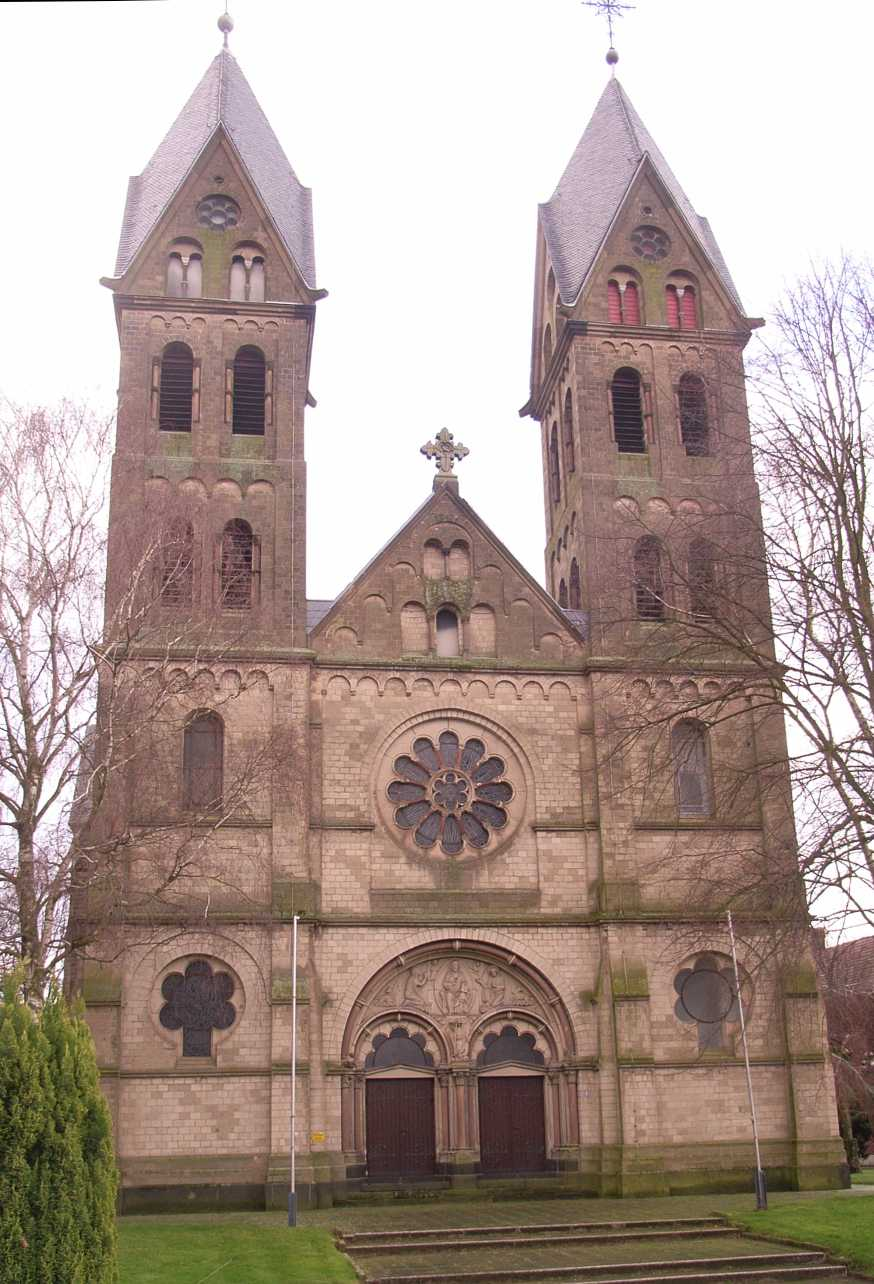
Katholische Pfarrkirche in Immerath (März 2006)

Das Kirchengebäude wurde von 1888 bis 1891 nach Plänen des Kölner Baumeisters Erasmus Schüller erbaut. Es entstand eine neuromanische Basilika mit einem Doppelturm. Aufgrund der enormen Größe war das Bauwerk auch als „Dom von Immerath“ bekannt geworden. Über dem Hauptportal befand sich ein Tympanon mit Christus als thronendem Weltherrscher (Pantokrator). Die Kirchenfenster wurden von der Kölner Glasmalereiwerkstätte Schneiders & Schmolz ausgeführt. Anton Wolff entwarf die Fensterrose.
Die Kirche wurde 123 Jahre nach ihrer Einweihung mit einem Aussegnungsgottesdienst am 13. Oktober 2013 profaniert, da sie der Erweiterung des Braunkohletagebaus Garzweiler II im Wege stand. Das Kirchengebäude wurde im April 2014 an RWE Power übergeben und ab 8. Januar 2018 innerhalb von zwei Tagen abgerissen. Begleitet wurde der Abriss von Protestaktionen und bundesweiter Medienresonanz. Kurz zuvor gelang es einer privaten Initiative, einige Kirchenfenster zu retten. Eine steinerne Christusfigur wurde ebenfalls geborgen und soll in Bonn hinter der Franziskuskirche wieder aufgestellt werden.
Am 1. Januar 2010 fusionierte die Pfarrgemeinde St. Lambertus mit zehn weiteren Pfarrgemeinden zur Pfarrgemeinde St. Maria und Elisabeth, Erkelenz. Eine neue Kirche sollte nach dem Willen des Bistums Aachen trotz des Wunsches der Bevölkerung am Umsiedlungsort nicht mehr entstehen. Am neuen Ort wurde eine Kapelle gebaut. 4 der 6 Kirchenglocken aus dem 15. und 17. Jahrhundert sind mit umgezogen.

### Immerather Windmühle

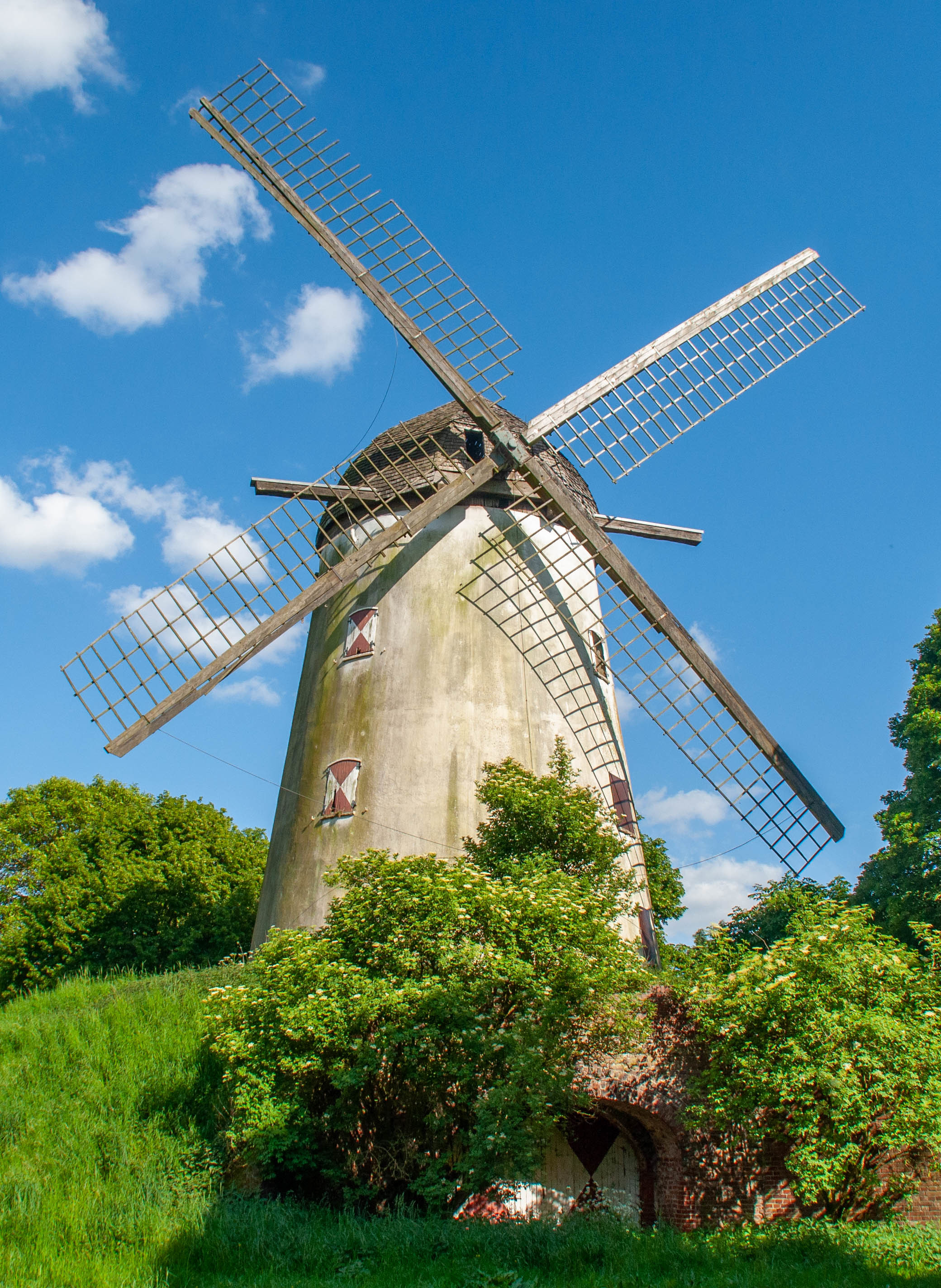
Immerather Windmühle im Jahr 2011

Die Immerather Mühle war eine unter Denkmalschutz stehende Turmwindmühle oder ein Bergholländer. Die Mühle stand bis zu ihrem Abriss im Oktober 2018 zwischen Immerath und Jackerath weithin sichtbar an der Grenze des Erkelenzer Stadtgebietes.

### Weitere Sehenswürdigkeiten

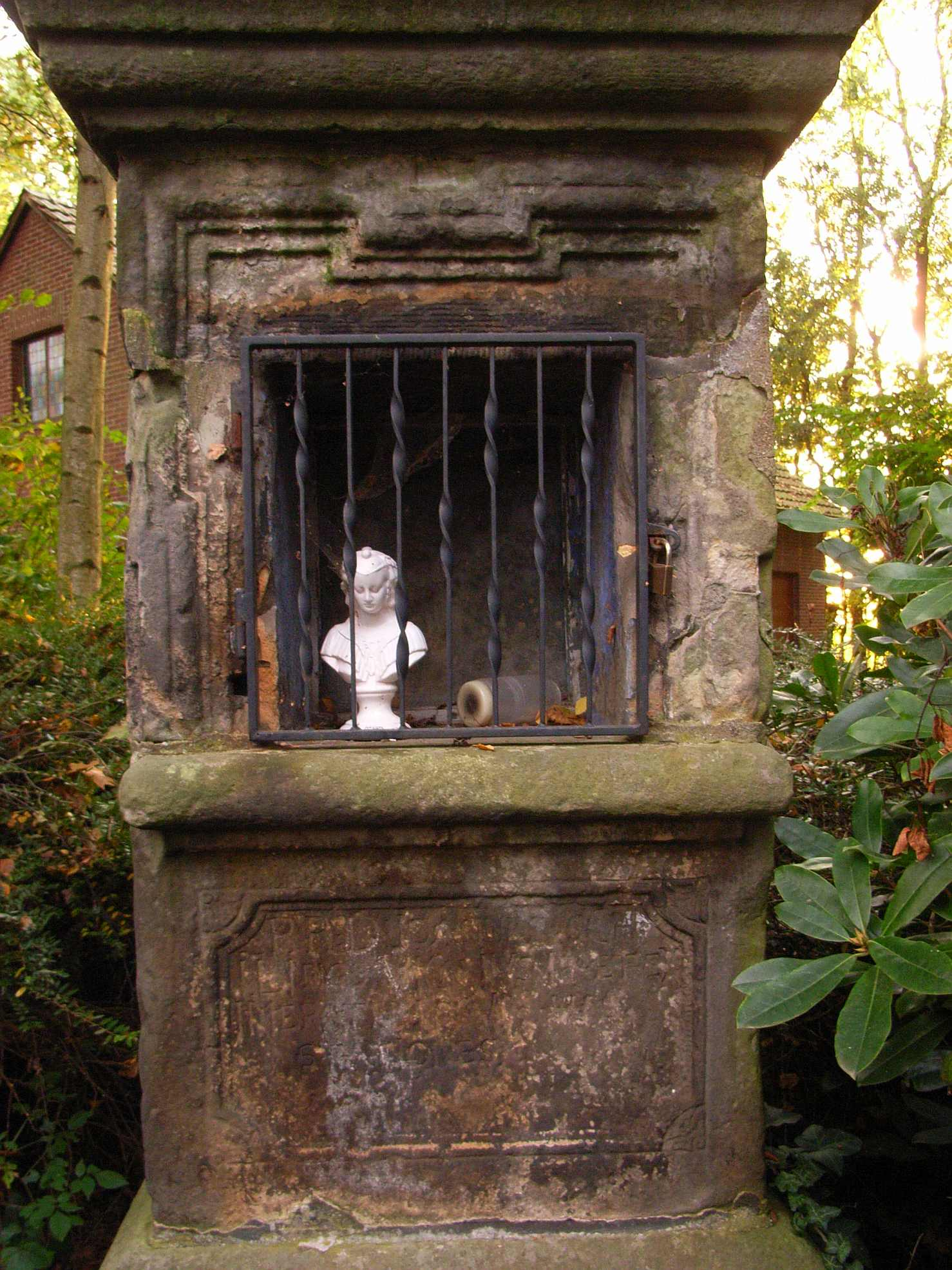
Fußfallstation, Bildstock Erkelenz-Immerath (Oktober 2009)

- Das Hagelkreuz von 1686
- Die sieben Fußfälle von 1784

## Film
2014 wurde in Immerath der Film Wir sind die Flut gedreht. Der weitgehend verlassene Ort Immerath diente hier als Kulisse für den fiktiven Ort Windholm an der Nordsee.

## Kultur

### Regelmäßige Veranstaltungen
- Schützenfest und Spätkirmes
- Karnevalsveranstaltungen (Sessionseröffnung, Galasitzung, BSE-Ball/Prinzenbiwak, Kostümball, Rosenmontagszug und -Ball)
- Unser Dorf spielt Fußball
- Tanz in den Mai

### Vereine
- Karnevalsgesellschaft Seckschürger von 2001 e. V.
- St. Sebastianus Schützenbruderschaft Immerath von 1555
- Sportverein Immerath von 1911 e. V.

## Persönlichkeiten
- Hermann Josef Krapoll (um 1804–1877), Bürgermeister von Immerath und Landrat des Kreises Erkelenz (1875/76)
- Johann Corsten (1891–1982), Amtsrentmeister, Brudermeister 1954–1972, Träger des Bundesverdienstkreuzes und Ehrenbürger der Stadt Erkelenz
- Eva Kreissl (* 1958), Kulturwissenschaftlerin, Volkskundlerin und Kuratorin
- Ralf Georg Czapla (* 1964), Literatur- und Kulturwissenschaftler
- Gisela Berger: Als Vorsitzende des Bürgerbeirats maßgeblich für Gestaltung und Wiedererrichtung der Infrastruktur am neuen Standort verantwortlich; ausgezeichnet mit der Ehrennadel der Stadt Erkelenz[14]